# Paire différentielle

Une paire différentielle

Une paire différentielle est un schéma électrique remarquable : ce circuit constitue l'étage de base d'un amplificateur différentiel, tel que beaucoup d'amplificateurs audio, et de l'amplificateur opérationnel en général. Il s’agit également d’un sous-composant commun des circuits intégrés LSI traitant des signaux analogiques.

## Historique
La paire différentielle dérive du pont de Wheatstone, dont elle partage la topologie. Au lieu de comparer deux résistances inconnues, on compare deux dispositifs amplificateurs, qui laissent passer un courant qui dépend de la tension à leur entrée.
En 1934, le biologiste britannique Bryan Matthews (en) publia un schéma apparenté. En 1936, Alan Blumlein (en) propose une nouvelle méthode de polarisation permettant d'améliorer le taux de réjection du mode commun de l'amplificateur de Matthews. Plusieurs auteurs contribuent dans les années qui suivent à l'étude de cette topologie, notamment en vue de la détection et d'influx nerveux. Otto Schmitt publie un schéma avec cette topologie, mais sans exploiter la nature différentielle de l'entrée, puis propose le « thermionic trigger » connu plus tard sous le nom de bascule de Schmitt. Jan Friedrich Toennies a breveté la paire différentielle telle qu'on la connaît à l'heure actuelle en 1938.
La plupart de ces recherches concernent des disciplines hors du courant principal de l'électronique, animé, à l'époque, par les entreprises de télécommunications, qui ne traitent que de courants alternatifs, pour lesquels le transformateur est un moyen commode de constituer un signal différentiel, avec en plus l'avantage d'un isolement galvanique.
Le développement de l'électronique à l'état solide avec circuit intégré, à partir des années 1960, va donner à la paire différentielle une importance beaucoup plus considérable que celle de ses premières applications.

## Principe de fonctionnement
Le schéma de base d'une paire différentielle est totalement symétrique et se compose de deux composants actifs (transistors ou tubes) identiques, et de trois résistances.

### Mode commun
{\displaystyle G_{comm}={\frac {V_{s_{comm}}}{V_{e_{comm}}}}}

### Mode différentiel
{\displaystyle G_{diff}={\frac {V_{s_{diff}}}{V_{e_{diff}}}}=-g_{m}R_{c}}

### Taux de réjection du mode commun
Le taux de réjection du mode commun, souvent exprimé en décibels, est le rapport de puissance entre un signal d'essai relié en parallèle aux deux entrées et sa puissance présente en sortie.

## Polarisation par une source de courant
Afin d'augmenter le taux de réjection du mode commun du montage, il est possible de remplacer la résistance servant à polariser le montage par une source de courant.

## Charge active à miroir de courant
Afin d'augmenter le gain du montage, il est possible de remplacer les deux résistances de charge par un miroir de courant.

## Association de paires différentielles
L'association de paires différentielles permet la constitution d'un multiplicateur analogique (multiplicateur de Gilbert).